# 혜명 (고려)
혜명(慧明, ? ~ ?)은 고려 광종 때의 승려이다.
968년 은진 반약산에 큰 돌이 땅에서 솟아나자 나라에서는 그 돌로 불상을 만들기 위해 전국에 불상을 잘 조각하는 사람을 구하였다. 이에 혜명이 백 명의 기술자를 데리고 공사를 시작하여 37년 후에 완성하였다. 그러나 커다란 불상을 세울 길이 막연하였는데, 하루는 사제촌에서 한쌍의 동자가 진흙으로 3단으로 된 불상을 쌓아가며 세우는 것을 보고 깨우쳐, 마침내 높이 55자 5치의 불상을 세웠다. 이 불상은 나라가 태평하면 온몸에 광채가 나고 흉란이 있으면 땀이 난다고 한다. 이 불상이 바로 지금 충남 은진면 관촉사의 미륵불이다.